# Flammehav
Flammehav (originaltitel Backdraft) er en amerikansk action-thriller og action-drama fra 1991 instrueret af Ron Howard. Den filmet af den danske fotograf Mikael Salomon.

## Handling
I filmen følger man de to brødre Stephen og Brian, som begge er brandmænd. Stephen "Bull" McCaffrey (spillet af Kurt Russell) er den mest frygtløse blandt Chicago's brandmænd, mens hans yngre bror Brian (William Baldwin) er nyuddannet, og først skal til at lære at tage kampen op mod flammerne. Forholdet mellem de to brødre er ikke særlig godt, og har ikke været det siden deres far (som også var brandmand) omkom i en brand.
Da Chicago's borgmester beslutter at skære ned på brandkorpset bliver byen offer for en række påsatte brande. Efterforskningslederen Donald Rimgale (Robert De Niro) er på jagt efter den dygtige pyroman, og får Brian med på sit hold. Dette er blot med til at optrappe konflikten mellem ham og broderen...

## Modtagelse
Flammehav fik blandet modtagelse af de amerikanske kritikerne og har opnået 70% på Rotten Tomatoes og 38% på Metacritic. Den ble en forholdsvis stor publikumssucces – og indbragte $152 millioner på verdensbasis, heraf $77,8 millioner i USA. Den blev den 12 mest indbringende filmen på verdensbasis i 1991 og den 14de mest indbringende i USA. Den blev nomineret til tre Oscar-priser (bedste lyd, bedste lydeffekter og bedste visuelle effekter). Den ble også nomineret til en BAFTA Award og to MTV Movie Award. Den vant en BMI Film Music Award.

## Produktion
Forud for at skrive manuskriptet til Backdraft arbejdede manuskriptforfatteren Gregory Widen som brandmand i tre år. Han fandt basis for sin film efter at have oplevet en af sine venner blive dræbt i et eksplosivt flammehav.
Ron Howard's første valg til rollen som Brian McCaffrey var Brad Pitt. William Baldwin var hans andet valg, men da studiet også ønskede Baldwin gik rollen til ham. Studiet mente at William Baldwin var et større navn, som ville tiltrække et større publikum. Da Baldwin blev tilbudt den ene hovedrolle i Backdraft var han nødsaget til at droppe en mindre rolle i en anden film. Dén film var Ridley Scott's Thelma & Louise, og rollen som JD gik i stedet til Brad Pitt. (Denne historie kan høres på DVD-kommentarsporet til Thelma & Louise.
Kurt Russell, Scott Glenn og William Baldwin udførte en hel del af deres egene stunts, og stunt-koordinatoren Walter Scott var så imponeret af deres indsatser, et de faktisk er nævnt som stunt-personale i rulleteksterne.

## Medvirkende
- Kurt Russell som Stephen 'Bull' McCaffrey
- William Baldwin som Brian McCaffrey
- Robert De Niro som Donald 'Shadow' Rimgale
- Donald Sutherland som Ronald Bartel
- Jennifer Jason Leigh som Jennifer Vaitkus
- Scott Glenn som John 'Axe' Adcox
- Rebecca De Mornay som Helen McCaffrey
- J.T. Walsh som Alderman Marty Swayzak
- Jason Gedrick som Tim Krizminski